# Som löven i Vallombrosa
Som löven i Vallombrosa är en pjäs av Lars Norén som visades i TV 1995.
Inspirerad av Anton Tjechov berättas historien om hur fyra generationer samlas i ett sommarhus i skärgården. Titeln är inspirerad av en versrad ur John Miltons Det förlorade paradiset - "autumnal leaves that strow the brooks, in Vallombrosa".

## Rollista (i urval)
- Krister Henriksson - Olof
- Suzanne Reuter - Lena
- Marie Göranzon - Sonja
- Erland Josephson - John
- Sten Ljunggren - Gabriel
- Gerhard Hoberstorfer - Samuel
- Peter Andersson - Umberto
- Björn Granath - Fredrik
- Anna Ulrica Ericsson - Clara